# Roark Junior
Pour les articles homonymes, voir Roark.
Ethan Roark Jr, surnommé the Yellow Bastard, est un personnage du comics Sin City de Frank Miller.

## Biographie fictive
Alors qu'il a enlevé la jeune Nancy Callahan, une fillette de onze ans, pour la violer et la tuer, Roark Junior se fait coincer par John Hartigan, seul policier honnête de Basin City. Comme le pédophile est le fils du Sénateur Roark, il se croit intouchable. Mais John, par son revolver, lui explose l'oreille, l'avant-bras (pour le désarmer) et lui explose son « arme la plus chère » : son sexe. Après avoir été condamné à 8 ans de prison, il a subi diverses interventions chirurgicales afin de réparer ses membres et ses organes génitaux, mais l'une de ces interventions laisse Junior dans un mutant glabre, déformé, à la peau et au sang jaune vif.
Protégé par son père pour ce viol et soigné aux hormones, il est devenu le Yellow Bastard, pervers tout jaune en raison du lourd traitement qu'il a subi. Mais huit ans passent et son envie n'a pas changé : il veut violer Nancy Callahan, devenue une jeune danseuse de bar. Le soir où il tente sa chance avec Nancy, Hartigan réapparaît et le tue.

## Œuvres ou le personnage apparaît

### Comics
- 1996 : Cet Enfant de salaud (That Yellow Bastard) (paru en France en 1997)

### Film
- 2005 : Sin City de Frank Miller et Robert Rodriguez, interprété par Nick Stahl